# Café Bleu
| Recensione | Giudizio       |
| ---------- | -------------- |
| Ondarock   | Pietra miliare |

Café Bleu è l'album ufficiale di debutto degli Style Council, pubblicato nel marzo del 1984 per la Polydor e arrivato al numero due delle classifiche inglesi. Ha seguito la raccolta Introducing The Style Council, che non era stata pubblicata inizialmente in Gran Bretagna ma solo in Australia, Stati Uniti, Canada, Paesi Bassi e Giappone.

## Il disco
L'album Café Bleu è uscito sul mercato statunitense con il titolo My Ever Changing Moods, per sfruttare il successo dell'omonimo singolo. Café Bleu ha visto la partecipazione di un gran numero di collaboratori (chiamati "Honorary Councillors", cioè "consiglieri onorari", facendo riferimento al nome del gruppo), tra cui Tracey Thorn degli Everything But The Girl.

## Tracce
1. Mick's Blessings – 1:15
2. The Whole Point of No Return – 2:40
3. Me Ship Came In! – 3:06
4. Blue Café – 2:15
5. The Paris Match – 4:25
6. My Ever Changing Moods – 3:37
7. Dropping Bombs on the Whitehouse – 3:15
8. A Gospel – 4:44
9. Strength of Your Nature – 4:20
10. You're the Best Thing – 5:40
11. Here's One That Got Away – 2:35
12. Headstart for Happiness – 3:20
13. Council Meetin' – 2:35

## Formazione
- Paul Weller - voce/chitarra
- Mick Talbot - tastiera/pianoforte/organo Hammond
- Steve White - batteria
- Billy Chapman - sassofono
- Barbara Snow - tromba
- Ben Watt - chitarra
- Tracey Thorn - voce
- Chris Bostock - contrabbasso
- Dizzy Hites - rap
- Hilary Seabrook - sassofono
- Dee C. Lee - voce
- Bobby Valentine - violino

## Classifiche

### Classifiche settimanali
| Classifica (1984) | Posizione massima |
| ----------------- | ----------------- |
| Australia         | 27                |
| Canada            | 43                |
| Giappone          | 23                |
| Italia            | 17                |
| Nuova Zelanda     | 6                 |
| Paesi Bassi       | 16                |
| Regno Unito       | 2                 |
| Stati Uniti       | 56                |
| Svezia            | 41                |

### Classifiche di fine anno
| Classifica (1984) | Posizione |
| ----------------- | --------- |
| Nuova Zelanda     | 29        |
| Regno Unito       | 36        |